# 1.ª Brigada Mista
A Primeira Brigada Mista (Espanhol: 1.ª Brigada Mixta), também conhecida como Brigada Lister, era uma brigada mista do Exército Republicano Espanhol na Guerra Civil Espanhola. Foi dissolvida em 9 de Fevereiro de 1939.

## História
A Primeira Brigada Mista foi estabelecida a partir do Quinto Regimento em 10 de Outubro de 1936, em Alcalá de Henares, como resultado da reorganização das forças Armadas Republicanas Espanholas. Foi colocada sob o comando do comandante Comunista Enrique Líster. A primeira ação de combate da Primeira Brigada Mista foi a Batalha de Seseña. Sofreria muitas perdas na Batalha de Brunete, incluindo o seu comandante de brigada Cubano, Alberto Sánchez, bem como um grande número de oficiais e o Chefe de Estado Maior Emilio Conejo. Mais tarde, a Primeira Brigada Mista veria ação na Ofensiva de Aragão, na Batalha do Ebro e na Ofensiva da Catalunha.

### Frente Central

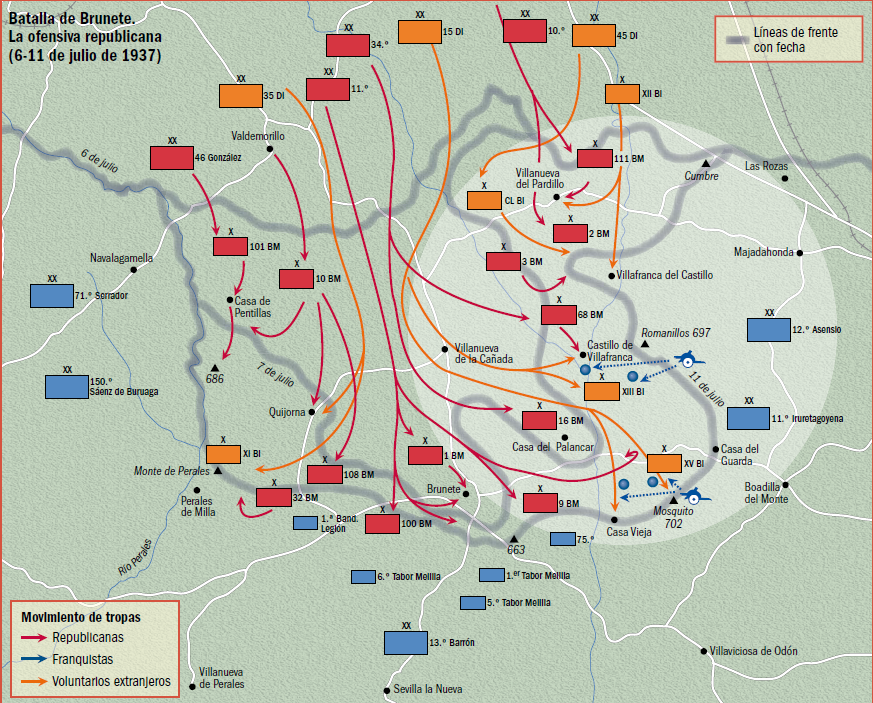
Mapa do ataque Republicano em Brunete. 6 - 11 de Julho de 1937.

Durante o Cerco de Madrid, foi colocada em Vallecas, onde, com grandes perdas, ajudou a repelir os ataques do Exército da África contra a capital. Após este combate, foi transferido para a margem esquerda do Rio Manzanares. Naquela época o seu tamanho cresceu para oito batalhões, sendo então dividida quando a 1.ª Brigada Bis foi estabelecida. A 1.ª Brigada Bis seria mais tarde renomeada como 9ª Brigada Mista.
Em 19 de Fevereiro, a Primeira Brigada Mista foi enviada para atacar o Cerro de los Ángeles, onde os rebeldes haviam estabelecido as suas posições e estavam a atirar contra a área circundante, mas, embora conseguisse ganhar algum terreno, o ataque fracassou.
Em 3 de Fevereiro, atacou as posições rebeldes em Villaverde, mas voltou para a capital para participar da Batalha de Jarama. No dia 8 de Fevereiro, estava perto de Vaciamadrid, onde em 19 de Fevereiro começou um assalto no monte El Pingarrón ; lá ocupou as trincheiras inimigas em quatro ocasiões, sendo finalmente repelida em todos os ataques. Durante os combates em Jarama muitos oficiais - incluindo todos os comandantes de batalhão - bem como um grande número de soldados foram mortos e a unidade teve que ser reconstituída na retaguarda.
Em Março de 1937 a brigada participou com sucesso na Batalha de Guadalajara e em Abril foi enviada novamente para atacar o Cerro de los Ángeles, terminando novamente em fracasso. Em Maio, participou de uma pequena operação ofensiva a sul de Toledo.
Em 5 de Julho, a Primeira Brigada Mista infiltrou-se nas linhas rebeldes perto de Brunete. Dois dias depois ocupou Villanueva de la Cañada e continuou o avanço. Mas no final do mês teve que recuar, junto com os remanescentes da 11ª Divisão.

### Frente de Aragão
Após um breve período de descanso, a brigada foi transferida para Aragão, juntamente com o resto do V Corpo Militar. Em 24 de Agosto, participou na Ofensiva de Saragoça, atacando o setor de Fuentes de Ebro em sucessivas investidas, sem conseguir fazer progressos significativos. O comandante do "batalhão José Díaz" e o seu comissário morreram durante esses combates.
Em Dezembro, a Primeira Brigada Mista foi enviada para a Batalha de Teruel, onde repetiu a mesma manobra que em Brunete, infiltrando as linhas inimigas seguindo a 9ª e a 100ª brigada mista com a missão de capturar Concud e cortar a retaguarda Franquista. Mas a brigada perdeu o rumo e, em vez de rodear a aldeia, acabou atacando-a frontalmente, sendo imediatamente repelida e sofrendo pesadas baixas. Mesmo assim, nessa tarde conseguiu ocupar o lugar. Depois de conquistar Teruel, a Primeira Brigada Mista foi enviada para uma posição de retaguarda juntamente com o resto da 11ª Divisão, a fim de se recuperarem após as pesadas perdas que foram infligidas a estas unidades.
Na primavera de 1938, a Primeira Brigada Mista participou da Campanha de Aragão, mas com sucesso limitado. Apesar de ter tentado impedir o avanço do inimigo no setor entre Calanda e o entroncamento rodoviário de Valdealgorfa, o colapso de toda a frente obrigou-a a recuar.

### Últimas ações na Catalunha
Em Abril, embora a 1ª Brigada Mista estivesse presa na Catalunha juntamente com outras forças republicanas, conseguiu não se separar da sua divisão após a retirada apressada. Em Maio, foi enviada como reserva estratégica para a falhada Ofensiva de Balaguer, sem ver nenhuma ação de combate. Por essa altura, o comando da brigada havia sido reorganizado e a unidade havia sido reequipada.
Em 25 de Julho, a unidade atravessou o Ebro, participando na batalha que duraria os quatro meses seguintes. Depois de conquistar Móra d'Ebre, chegou à linha defensiva da Cordilheira de Pàndols e depois chegou ao Barranco de Santa Magdalena. Mas em 15 de Agosto, perdeu esse posto avançado recuando novamente para a Cordilheira de Pàndols, onde manteve a sua posição até ao final da batalha. No início de Novembro ainda estava na margem sul do Ebro, tendo sofrido grandes perdas de mão de obra e equipamentos. O comando da unidade foi alterado novamente, sendo confiado ao major José Montalvo.
Quando a ofensiva Franquista contra a Catalunha começou em 23 de Dezembro de 1938, a 1ª Brigada Mista estava na área de Garrigues, esperando para ser reorganizada, mas foi enviada para a frente da Batalha de Segre a fim de tapar uma brecha nas linhas republicanas. Por um tempo, conseguiu parar a ofensiva do Corpo Truppe Volontarie Italiano Fascista perto de Les Borges Blanques, mas no início de Janeiro de 1939 teve que recuar para o norte. Em 3 de Fevereiro, chegou a Girona, e em 5 de Fevereiro ainda se manteve firme contra a pressão Franquista nas margens do Rio Ter. No entanto, em 9 de Fevereiro, à noite, atravessou a fronteira Francesa em Portbou e desfez-se.

## Comandantes
- Comandantes em Chefe
  - Enrique Líster
  - Manuel López Iglesias
  - Alberto Sánchez
  - Francisco del Cacho Villarroig
  - Domingo Hortelano Hortelano
  - Eduardo Zamora Conde
  - José Arévalo
  - José Montalvo
- Comissários. Todos os comissários da 1ª Brigada Mista pertenciam ao Partido Comunista de Espanha (PCE)
  - Miguel Puente
  - Santiago Álvarez Gómez[9]
  - José Sevil Sevil
  - Ángel Barcia Galeote